# Lijst van voetbalinterlands Bahrein - Syrië
Deze lijst van voetbalinterlands is een overzicht van alle officiële voetbalwedstrijden tussen de nationale teams van Bahrein en Syrië. De landen hebben tot op heden 21 keer tegen elkaar gespeeld. De eerste ontmoeting was een kwalificatiewedstrijd voor de Azië Cup 1980 op 11 januari 1979 in Abu Dhabi (Verenigde Arabische Emiraten). Het laatste duel, een vriendschappelijke wedstrijd, vond plaats in Muharraq op 28 maart 2023.

## Wedstrijden
| №  | Plaats    | Datum             | Competitie                 | Wedstrijd       | Uitslag |
| -- | --------- | ----------------- | -------------------------- | --------------- | ------- |
| 1  | Abu Dhabi | 11 januari 1979   | Azië Cup 1980 kwalificatie | Syrië − Bahrein | 1 − 0   |
| 2  | Riyad     | 19 maart 1981     | WK 1982 kwalificatie       | Syrië − Bahrein | 0 − 1   |
| 3  | Riffa     | 6 september 1985  | WK 1986 kwalificatie       | Bahrein − Syrië | 1 − 1   |
| 4  | Damascus  | 20 september 1985 | WK 1986 kwalificatie       | Syrië − Bahrein | 1 − 0   |
| 5  | Amman     | 12 juli 1988      | Arab Nations Cup 1988      | Bahrein − Syrië | 1 − 2   |
| 6  | Doha      | 11 december 1988  | Azië Cup 1988              | Bahrein − Syrië | 0 − 1   |
| 7  | Manama    | 18 september 1998 | Vriendschappelijk          | Bahrein − Syrië | 2 − 0   |
| 8  | Damascus  | 31 maart 2000     | Azië Cup 2000 kwalificatie | Syrië − Bahrein | 1 − 0   |
| 9  | Teheran   | 13 april 2000     | Azië Cup 2000 kwalificatie | Bahrein − Syrië | 0 − 1   |
| 10 | Latakia   | 9 augustus 2000   | Vriendschappelijk          | Syrië − Bahrein | 1 − 0   |
| 11 | Riffa     | 9 december 2002   | Vriendschappelijk          | Syrië − Bahrein | 3 − 2   |
| 12 | Koeweit   | 19 december 2002  | Arab Nations Cup 2002      | Bahrein − Syrië | 2 − 0   |
| 13 | Muharraq  | 18 februari 2004  | WK 2006 kwalificatie       | Bahrein − Syrië | 2 − 1   |
| 14 | Damascus  | 13 oktober 2004   | WK 2006 kwalificatie       | Syrië − Bahrein | 2 − 2   |
| 15 | Riffa     | 30 januari 2006   | Vriendschappelijk          | Bahrein − Syrië | 1 − 1   |
| 16 | Riffa     | 23 januari 2008   | Vriendschappelijk          | Bahrein − Syrië | 1 − 2   |
| 17 | Riffa     | 29 december 2008  | Vriendschappelijk          | Bahrein − Syrië | 2 − 2   |
| 18 | Riffa     | 14 november 2010  | Vriendschappelijk          | Bahrein − Syrië | 0 − 2   |
| 19 | Koeweit   | 18 december 2012  | West-Azië Cup 2012         | Bahrein − Syrië | 1 − 1   |
| 20 | Riffa     | 11 oktober 2018   | Vriendschappelijk          | Bahrein − Syrië | 0 − 1   |
| 21 | Muharraq  | 28 maart 2023     | Vriendschappelijk          | Syrië − Bahrein | 0 − 1   |

## Samenvatting
| Competitie            | Totaal gespeeld | Winst Bahrein | Gelijk | Winst Syrië | Doelsaldo Bahrein – Syrië |
| --------------------- | --------------- | ------------- | ------ | ----------- | ------------------------- |
| WK-kwalificatie       | 5               | 2             | 2      | 1           | 6 − 5                     |
| Azië Cup              | 1               | 0             | 0      | 1           | 0 − 1                     |
| Azië Cup-kwalificatie | 3               | 0             | 0      | 3           | 0 − 3                     |
| Arab Nations Cup      | 2               | 1             | 0      | 1           | 3 − 2                     |
| West-Azië Cup         | 1               | 0             | 1      | 0           | 1 − 1                     |
| Vriendschappelijk     | 9               | 2             | 2      | 5           | 9 − 12                    |
| Totaal                | 21              | 5             | 5      | 11          | 189− 24                   |

Wedstrijden bepaald door strafschoppen worden, in lijn met de FIFA, als een gelijkspel gerekend.

## Details

### Zestiende ontmoeting
| Vriendschappelijk (Riffa, Bahrein, 23 januari 2008): |       |                                   |
| Bahrein                                              | 1 – 2 | Syrië                             |
| Jamal Rashid 15'                                     | goals | 12' Ziyad Chaabo 45' Ziyad Chaabo |